# Phyllachora cayennensis
Phyllachora cayennensis är en svampart som först beskrevs av Augustin Pyrame de Candolle, och fick sitt nu gällande namn av Mordecai Cubitt Cooke 1885. Phyllachora cayennensis ingår i släktet Phyllachora och familjen Phyllachoraceae.   Inga underarter finns listade i Catalogue of Life.